# Quissac, Lot
Quissac är en kommun i departementet Lot i regionen Occitanien i södra Frankrike. Kommunen ligger i kantonen Livernon som tillhör arrondissementet Figeac. År 2022 hade Quissac 106 invånare.

## Befolkningsutveckling
Antalet invånare i kommunen Quissac
| Referens: INSEE |